# 완화곡선
완화곡선은 도로 선형을 설계할 때 시점 및 종점에서 접속하는 노선의 곡률과 동일한 곡선을 말한다. 완화곡선을 설치하는 이유는 예를 들어 직선부에서 원곡선부로 차량이 이동할 때 물리적, 심리적으로 위축되어 속도를 줄이지 않고 쾌적하게 이동하게끔 하기 위해서이다.

## 종류
다음 곡선들의 일부분을 완화곡선으로 도로 선형에 적용한다.
- 3차 포물선곡선(cubic parabolic curve) : 과거 철도에 사용
- 반파장 sine 체감곡선(successive diminution curve) : 철도에 사용.
- 나선형 곡선(spiral curve)
- 렘니스케이트 곡선(lemniscate curve)
- 클로소이드 곡선(clothoid curve) : 나선의 일종. 곡률이 곡선길이에 반비례. 고속도로에서 사용

클로소이드

## 계산
완화곡선은 운전자가 평면곡선부 주행에 적응하도록 적정한 길이의 완화곡선을 설치하는데 그 산정식은 다음과 같다.
{\displaystyle L={\frac {V}{3.6}}t} ({\displaystyle L} : 완화곡선장 (m), {\displaystyle V} : 설계속도 (km/h), {\displaystyle t} : 주행시간 (2초))
| 설계속도 (km/h) | 120 | 110 | 100 | 90 | 80 | 70 |
| --------------- | --- | --- | --- | -- | -- | -- |
| 완화곡선장 (m)  | 70  | 65  | 55  | 50 | 45 | 40 |

## 같이 보기
- 선형
- 곡선

## 참고 문헌
- 이재기; 최석근; 박경식; 정성혁 (2013). 《측량학2》. 형설출판사. ISBN 978-89-472-7337-4.